# Riedelia marafungensis
Riedelia marafungensis är en enhjärtbladig växtart som beskrevs av Pieter van Royen. Riedelia marafungensis ingår i släktet Riedelia och familjen Zingiberaceae. Inga underarter finns listade i Catalogue of Life.